# Mario Chaldú
Mario Chaldú   (Buenos Aires, 6 de juny de 1942 - Monte Grande, 1 d'abril de 2020) fou un futbolista argentí.

## Selecció de l'Argentina
Va formar part de l'equip argentí a la Copa del Món de 1966.